# Нидерландский институт истории искусств
RKD—Нидерландский институт истории искусств (нидерл. RKD-Nederlands Instituut voor Kunstgeschiedenis) — некоммерческая организация в Гааге. В институте находятся коллекция из 6 миллионов изображений произведений искусства (цифровых и аналоговых фотографий, репродукций и диапозитивов), а также крупнейшая библиотека по истории искусства в Нидерландах, включающая 450 тысяч томов.
Институт был создан как государственное Национальное бюро историко-художественной документации (нидерл. Rijksbureau voor Kunsthistorische Documentatie, сокращённо RKD) в 1932 году на основе нескольких коллекций изображений произведений искусства и их каталогов. Одна из коллекций — собрание искусствоведа Корнелиса Хофстеде де Гроота (1863—1930), завещавшего свою коллекцию документов, в том числе около 100 тысяч фотографий фламандских и голландских произведений искусства. Также к этой коллекции было добавлено собрание коллекционера Фрица Люгта, пожертвовавшего около 100 тысяч репродукций, 22 тысяч аукционных каталогов и несколько тысяч книг. Кроме того, были пожертвованы коллекция специалиста по генеалогии Элтьо ван Берестейна и музейного работника Абрахама Бредиуса.
С 1936 по 1982 год институт размещался в здании на углу Корте Вейвеберг и Таурнойвелд, с 1982 года он находится в здании Королевской национальной библиотеки Нидерландов. С 1995 года институт не является государственным учреждением, но коллекция принадлежит государству. В 2014 году официальное название было изменено на нынешнее.